# Stacey Fung
Stacey Fung (* 6. Februar 1997 in Hamilton, Bermuda) ist eine kanadische Tennisspielerin.

## Karriere
Fung spielt vor allem auf det ITF Women’s World Tennis Tour, auf der sie bisher neun Einzel- und drei Doppeltitel erringen konnte.
Für die mit 100.000 US-Dollar dotierten Odlum Brown Vanopen 2014 erhielt sie mit ihrer Partnerin Petra Januskova eine Wildcard und erreichte mit einem Sieg in der ersten Runde gegen Samantha Crawford und Romina Oprandi das Viertelfinale.

### College Tennis
Sie spielt für die College-Tennis-Mannschaft "Huskies" der University of Washington.
Bei den NCAA Division I Tennis Championships 2018 erreichte sie die zweite Runde im Dameneinzel.

## Turniersiege

### Einzel
| Nr. | Datum              | Turnier       | Kategorie | Belag             | Finalgegnerin        | Ergebnis       |
| --- | ------------------ | ------------- | --------- | ----------------- | -------------------- | -------------- |
| 1.  | 19. Dezember 2021  | Cancún        | ITF W15   | Hartplatz         | Yuliana Monroy       | 6:2, 6:3       |
| 2.  | 30. Januar 2022    | Cancún        | ITF W15   | Hartplatz         | Julie Belgraver      | 7:61, 7:5      |
| 3.  | 29. Mai 2022       | Cancún        | ITF W15   | Hartplatz         | Saki Imamura         | 6:4, 7:5       |
| 4.  | 5. Juni 2022       | Cancún        | ITF W15   | Hartplatz         | Saki Imamura         | 6:3, 6:3       |
| 5.  | 16. Oktober 2022   | Fredericton   | ITF W25   | Hartplatz (Halle) | Arianne Hartono      | 7:5, 6:3       |
| 6.  | 26. Februar 2023   | Santo Domingo | ITF W25   | Hartplatz         | Eudice Chong         | 2:6, 7:65, 6:1 |
| 7.  | 6. Mai 2023        | Tiflis        | ITF W40   | Hartplatz         | Witalija Djatschenko | 6:4, Aufgabe   |
| 8.  | 25. Juni 2023      | Wichita       | ITF W25   | Hartplatz         | Fiona Crawley        | 6:3, 6:2       |
| 9.  | 15. September 2024 | Santarém      | ITF W35   | Hartplatz         | Clara Vlasselaer     | 2:6, 6:3, 6:3  |

### Doppel
| Nr. | Datum             | Turnier  | Kategorie | Belag     | Partnerin         | Finalgegnerinnen                          | Ergebnis          |
| --- | ----------------- | -------- | --------- | --------- | ----------------- | ----------------------------------------- | ----------------- |
| 1.  | 11. Dezember 2021 | Cancún   | ITF W15   | Hartplatz | Pamela Montez     | Jessica Hinojosa Gómez Victoria Rodríguez | 6:4, 6:2          |
| 2.  | 19. Dezember 2021 | Cancún   | ITF W15   | Hartplatz | Ariana Arseneault | Eleonore Tschakarowa Werginie Tschakarowa | 1:6, 7:62, [10:7] |
| 3.  | 15. Mai 2023      | Kachreti | ITF W25   | Hartplatz | Marija Kosyrewa   | Aglaya Fedorova Darja Schauha             | 7:5, 7:5          |